# Neoperla nigra
Neoperla nigra és una espècie d'insecte plecòpter pertanyent a la família dels pèrlids.

## Descripció
- Els adults presenten un color general de marró fosc a gairebé negre amb el cap principalment marró, els ocels bastant grans, el pronot més llarg que ample i una envergadura alar de 17 mm.
- El penis del mascle és petit.
- La femella no ha estat encara descrita.[3]

## Hàbitat
En el seu estadi immadur és aquàtic i viu a l'aigua dolça, mentre que com a adult és terrestre i volador.

## Distribució geogràfica
Es troba a les illes Filipines: l'illa de Luzon.